# Códice de El Cairo
El Códice de El cairo (también llamado: Codex Prophetarum Cairensis, Códice del Cairo de los Profetas) se considera el manuscrito hebreo más antiguo existente, contiene completo el texto del Antiguo Testamento de los profetas de Nevi'im.

## Historia
De acuerdo a su colofón, fue escrito completo con su puntuación por Moses ben Asher en Tiberíades "al final del año 827, después de la destrucción del segundo templo" (= 895 e.C). Fue dado como regalo a la comunidad caraíta de Jerusalén, y tomado como botín por los cruzados en 1099. Más tarde, entró en la posesión de la comunidad caraíta de El Cairo, donde aún se conserva hoy en día.
Cuando el Códice llegó a Israel, en 1985, los judíos caraítas formaron un comité que decidió mantener el códice temporalmente bajo la custodia de la Universidad Hebrea de Jerusalén. Cualquier decisión futura para el códice estaría en manos del Consejo de los Sabios Judíos Caraítas de Israel. En 2006 David Marzouk y Gamill Albert visitaron la Universidad Hebrea de Jerusalén e inspeccionaron el Códice por autenticidad y examinaron la posibilidad de digitalizarlo, en nombre de los Judíos caraíta de Israel. La Universidad Hebrea hizo hincapié en ese momento que cualquier decisión es y siempre será hasta la del Consejo Caraíta de Israel.

## Contenido
El códice contiene, según la terminología judía, los libros que prentenecen a los profetas: Jeremías, Isaías, así como también Isaías, el libro de los Profetas Menores (pero sin Daniel), los llamados profetas antiguos o anteriores Josué, Jueces, Samuel y Los Reyes. Además contiene 13 páginas tapiz.

## Evaluación científica
Aunque de acuerdo a su colofón el códice fue escrito por un miembro de la familia Ben Asher, Lazar Lipschütz y otros observaron que, dentro de la tradición masorética, el Códice Cairensis parece estar más cerca de Ben Neftalí que de Ben Asher.
Mientras algunos eruditos consideran que esto es un argumento en contra de su autenticidad, Moshe Goshen-Gottstein supone que Ben Neftalí apegado con mayor fidelidad al sistema de Moisés ben Asher que al del propio hijo Aarón ben Moisés ben Asher (Aarón-Ben-Asser), corrigió el Códice de Alepo y añadió su puntuación.
Más recientemente, las dudas sobre su autenticidad se han descartado por la datación radio-carbono y otras técnicas científicas.
Umberto Cassuto se basó en gran medida en este códice al producir su edición del Texto Masorético, lo que significa que en los profetas su edición está más cerca de la tradición ben Neftalí que en la Torá o los Escritos.